# XXx
xXx (ou Triple X, nos Estados Unidos; bra: Triplo X; prt: XXX - Missão Radical) é um filme americano de ação de 2002, dirigido por Rob Cohen e escrito por Rich Wilkes. O filme é estrelado por Vin Diesel, Asia Argento, Marton Csokas e Samuel L. Jackson.

## Sinopse
Um praticante de desportos radicais é recrutado para se tornar um agente que tem por missão resolver crimes não solucionados por espiões comuns, utilizando para tal, as suas habilidades especiais. A ação principal transcorre em Praga, República Tcheca.

## Elenco
| Ator / Atriz         | Personagem              |
| -------------------- | ----------------------- |
| Vin Diesel           | Xander Cage             |
| Asia Argento         | Yelena                  |
| Marton Csokas        | Yorgi                   |
| Samuel L. Jackson    | Agente Augustus Gibbons |
| Michael Roof         | Agente Toby Lee Shavers |
| Richy Müller         | Milan Sova              |
| Werner Daehn         | Kirill                  |
| Petr Jakl            | Kolya                   |
| Jan Pavel Filipensky | Viktor                  |
| Eve                  | J.J.                    |
| Chris Gann           | T.J.                    |
| Martin Hub           | Ivan Podrov             |
| Radek Tomecka        | Ivan Pedgrag            |
| Tom Everett          | Senador Dick Hotchkiss  |
| Danny Trejo          | El Jefe                 |

## Trilha sonora

### Disco 1-The Heavy Metal Side
1. "Feuer Frei!" – Rammstein
2. "Bodies (Vrenna xXx Mix)" – Drowning Pool
3. "I Will Be Heard" – Hatebreed
4. "You Think I Ain't Worth a Dollar, But I Feel Like a Millionaire (Creditada como "Millionaire" na trilha sonora)" – Queens of the Stone Age
5. "Before I Die" – Mushroomhead
6. "Get Up Again" – Flaw
7. "Landing" – Moby
8. "Adrenaline" – Gavin Rossdale de Bush
9. "004" – Fermin IV
10. "Technologicque Park" – Orbital
11. "Juicy" – I Mother Earth

### Disco 2-The Xander Zone
1. "Stick Out Ya Wrist" – Nelly feat. Toya
2. "Look At Me" – Lil' Wayne
3. "Truth Or Dare" – N*E*R*D feat. Kelis & Pusha T
4. "Are We Cuttin?" – Pastor Troy feat. Ms. Jade
5. "Still Fly" – Big Tymers
6. "Connected For Life" – Mack 10 feat. Ice Cube, WC & Butch Cassidy
7. "Lights, Camera, Action! [Club mix]" – Mr.Cheeks feat. Missy Elliott & P.Diddy
8. "It's Okay" – Postaboy feat. Rashad & 7A
9. "Yo, Yo, Yo" – Beto
10. "Lick" – Joi
11. "Ready For Action" - The Crystal Method